# チャールズ・ライト (植物学者)

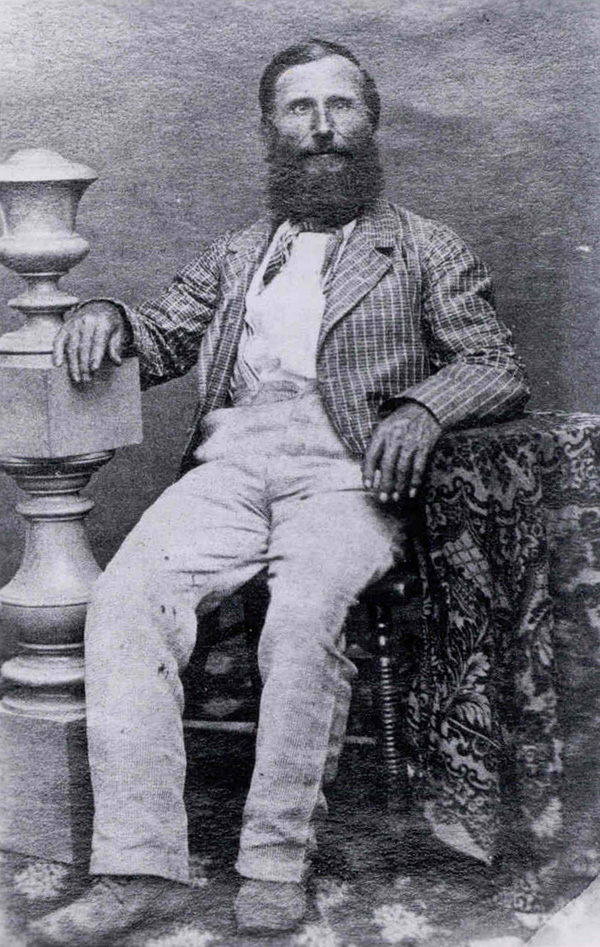
Charles Wright

チャールズ・ライト（Charles Wright、1811年10月29日 - 1885年8月11日)は、アメリカ合衆国の植物学者である。合衆国北太平洋調査探検（North Pacific Exploring and Surveying Expedition）に参加し、日本などの植物採集を行った。

## 略歴
コネチカット州のウェザーズフィールドに生まれた。イェール大学で古典と数学を学び、1835年10月からミシシッピ州の農園主の家族の家庭教師を務めるが、2年後に雇い主の事業が失敗したため、テキサスに移り、地質調査の測量師、教師として働いた。その間、アメリカの植物研究の中心人物、エイサ・グレイのために採集した植物を送った。1849年に陸軍のテキサス地域の調査に参加し、ガルベストンからサンアントニオ、エルパソを調査した。1851年にはアメリカとメキシコの国境地域の調査に参加し、この2つの調査の成果はエイサ・グレイによって『ライトのテキサスとメキシコの植物』（"Plantae Wrightianae texano-neo-mexicanae :an account of a collection of plants made by Charles Wright ...":1852–53）にまとめられた。
1853年から1856年のリングゴールド（Cadwalader Ringgold）とジョン・ロジャース（John Rodgers）が率いた合衆国北太平洋調査探検に植物学者として参加した。当初の目的はアメリカと中国の間の航路の調査のためで、探検隊は大西洋経由で、1854年に香港に到着した。この時期、中国で太平天国の乱が起こり、艦隊が警備活動に忙殺されたことと、日本の開国により日本沿岸の調査が可能になったことから、1854年に小笠原諸島、沖縄、奄美諸島、日本の海岸の植物調査を行った。ライトらの採集したシマザクラ、オガサワラボチョウジ、ウバメガシなどの標本は専門家によって、新種記載された。1856年2月に艦隊がサンフランシスコに着くと、探検隊を離れ、ニカラグアに渡り、1856年から1867年の間は、キューバの調査探検を率いた。1859年からドイツ系のキューバの博物学者ファン・グンドラッハ（Juan Gundlach、ドイツ名Johannes Christoph Gundlach ）とともにモンテベルデやカルデナスの周辺地域を調査した。
ナス科の種、Datura wrightii や キツネノマゴ科の属名、Carlowrightia、タイランチョウ科の鳥の種名Empidonax wrightiiに献名されている。 